# Senado del Reino de Italia
El Senado del Reino de Italia (en italiano: Senato del Regno d'Italia) fue la cámara alta del parlamento bicameral del Reino de Italia, establecida el 17 de marzo de 1861 tras la unificación italiana para reemplazar al Senado Subalpino. Fue suprimido el 7 de noviembre de 1947 y sustituido por el actual Senado de la República. Todos los senadores fueron nombrados por el Rey de Italia.

## Historia

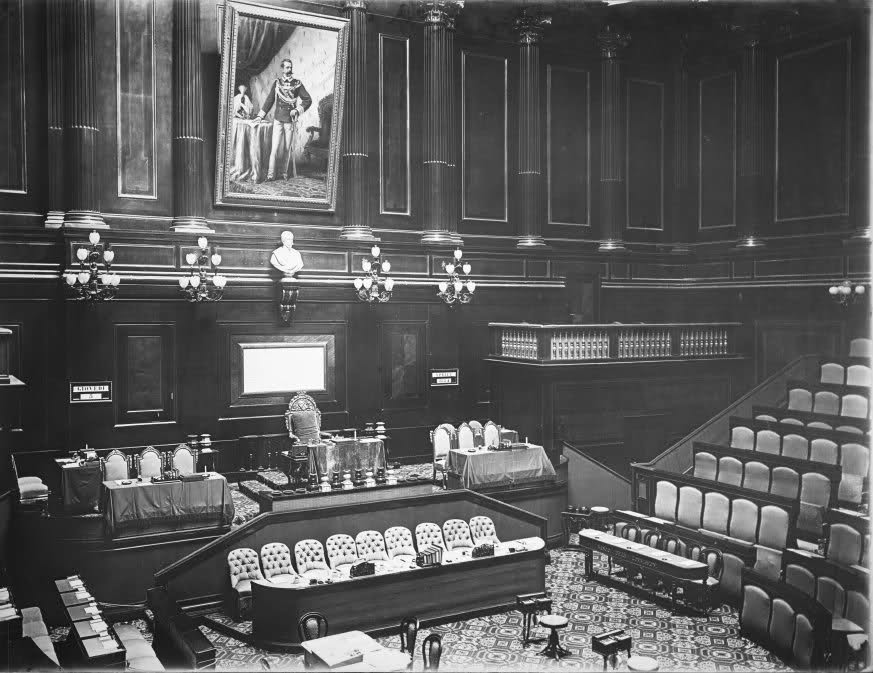
Cámara del Senado en 1884

El Senado del Reino de Italia fue creado en 1861, tras la Unificación italiana, como sucesor directo del Senado Subalpino del Reino de Cerdeña, con la incorporación de senadores procedentes de los territorios conquistados durante la Segunda guerra de la Independencia italiana y la Expedición de los Mil.
El Senado se estableció inicialmente en el Palazzo Madama de Turín, hasta 1864 cuando se trasladó al Palazzo Vecchio de Florencia. Finalmente, en 1871, se trasladó al Palazzo Madama de Roma.
Durante el régimen fascista, no hubo una "fascistización" (fascistizzazione) del Senado equivalente a la realizada en la cámara baja. Los senadores nombrados antes de la Marcha sobre Roma, como Einaudi y Croce, conservaron sus escaños en el Senado. Sin embargo, en 1939, cuando la cámara baja se transformó en la Cámara de Fasces y Corporaciones, se agregaron 211 nuevos miembros al Senado. Cuando cayó el fascismo el 25 de julio de 1943, el rey Víctor Manuel III nombró a Paolo Thaon di Revel presidente del Senado; asumió el cargo el 2 de agosto de 1943.
El 20 de julio de 1944, Pietro Tomasi Della Torretta fue nombrado como el último presidente del Senado, cargo que mantuvo hasta el 25 de junio de 1946. En agosto de 1944, todos "los senadores responsables de mantener el fascismo y permitir la guerra, a través de sus votos y sus acciones individuales, incluida la propaganda llevada a cabo dentro o fuera del Senado" fueron destituidos.

### Transformación en Senado de la República
Tras el Referéndum Institucional del 2 de junio de 1946 y la elección de la Asamblea Constituyente de Italia, el Senado del Reino dejó de funcionar el 25 de junio de 1946. Fue formalmente suprimido el 7 de noviembre de 1947, llevando así al Senado a la extinción, aunque en realidad había perdido casi todo su limitado poder durante los últimos años del régimen fascista. Durante el período fascista, el Senado contenía miembros fascistas, pero debido a que los senadores ocupaban el cargo de por vida, había permanecido algo fuera del sistema estatal de Mussolini y, por lo tanto, con el tiempo, fue empujado aún más hacia los márgenes de la vida política.
El Senado del Reino sirvió de inspiración para el actual Senado de la República, que nació el 8 de mayo de 1948.
La existencia del grupo de senadores vitalicios en el moderno Senado de la República representa una supervivencia final del cargo vitalicio de los senadores del Reino de Italia.

## Estructura
El Rey nombró a los Senadores del Reino ad vitam (de por vida). Tenían derecho a honores ligeramente más altos que los diputados electos de la cámara baja. Con el tiempo, aunque siguió siendo formalmente un poder real, el nombramiento de los senadores se llevó a cabo en gran medida por recomendaciones del Primer Ministro, que siempre estuvo en condiciones de influir en las decisiones del rey y mejorar el apoyo al gobierno en el Senado mediante el nombramiento de "lotes" de Senadores. Según el artículo 33 del Estatuto Albertino, el número de senadores no estaba limitado, pero debían tener más de cuarenta años y pertenecer a una de las siguientes categorías:
1. Arzobispos y Obispos del Estado;
2. El presidente de la Cámara de Diputados;
3. Diputados que hayan servido en tres legislaturas o por más de seis años;
4. Ministros de Estado;
5. Subsecretarios de Estado;
6. Embajadores;
7. Ministros Plenipotenciarios, que hayan servido durante más de tres años;
8. Primeros presidentes y presidentes de la Corte de Casación y del Tribunal de Cuentas;
9. Primeros presidentes de la Corte de Apelaciones;
10. El abogado general de la Corte de Casación y el fiscal general, después de cinco años de servicio;
11. Presidentes de la Clase de magistrados de los tribunales de apelación, que hayan servido durante más de tres años;
12. Miembros del Tribunal de Casación y del Tribunal de Cuentas, después de 5 años;
13. Abogados Generales y Fiscales, después de 5 años;
14. Oficiales Generales de tierra y mar, aunque los generales de división y contraalmirantes debían haber servido durante más de cinco años en ese rango;
15. Consejeros de Estado que hayan servido durante más de cinco años;
16. Consejeros de división que hayan servido tres mandatos como presidente del consejo;
17. Intendentes generales que hayan servido durante siete años;
18. Miembros de la Accademia Nazionale delle Scienze después de siete años de membresía;
19. Miembros ordinarios del Consejo Superior de Educación Pública, luego de siete años en el cargo;
20. Cualquiera que hubiera glorificado a la nación mediante un servicio o mérito sobresaliente;
21. Cualquiera que haya pagado tres mil liras en impuestos de importación durante un período de tres años en su propiedad o empresa.

Los miembros masculinos de la familia real eran miembros del Senado por defecto y se sentaban inmediatamente detrás del presidente del Senado. Comenzaron a asistir al Senado una vez cumplieron los veintiún años y se les permitió votar una vez cumplidos los veinticinco.